# Fortan

Fortan este o comună în departamentul Loir-et-Cher, Franța. În 1 ianuarie 2022 avea o populație de 253 de locuitori.